# Campinho Imperial
Campinho Imperial foi um  bloco de enredo oriundo da cidade do Rio de Janeiro. Localizado no bairro Campinho, na zona oeste da cidade. sendo criado no ano de 2009, mas em 2010 desfilou pelo grupo de avaliação da Federação dos Blocos Carnavalescos do Estado do Rio de Janeiro. sendo aprovada. No carnaval 2011, fez sua estréia competindo como bloco de enredo, pelo grupo 3. com o enredo sobre o circo, denominado Saltimbancos, O pequeno circo do carnaval, terminando como vice-campeã, como o regulamento do grupo permite que só o campeã vá para o outro grupo, continua no mesmo em 2012.

## Carnavais
| Ano  | Colocação    | Grupo     | Enredo | Carnavalesco                       | Ref.  |
| ---- | ------------ | --------- | --- | ---------------------------------- | ----- |
| 2010 | Avaliação    | Avaliação | Centenário de Luiz Gonzaga                                                                                    | Comissão de Carnaval               | [ 2 ] |
| 2011 | 2º lugar     | 3-Bloco   | Saltimbancos, O pequeno circo do carnaval                                                                     | Renato Lira                        | [ 3 ] |
| 2012 | Não Desfilou | 3-Bloco   | Na descoberta na Abissínia fui Qahwa na mesa do povo brasileiro sou preferido. Café o combustível dessa nação | Thales Oliveira e Rômulo dos Anjos | [ 4 ] |
| 2013 | Não Desfilou | 4-Bloco   | Parábola do Divino senhor - Os ensinamentos de paz e amor                                                     | Thales Oliveira                    | [ 5 ] |